# オムスク (小惑星)
オムスク (3406 Omsk) は小惑星帯に位置する小惑星である。ソビエト連邦の天文学者ベラ・A・ブルナシェヴァがクリミア天体物理天文台で発見した。

## 名称
ロシア中南部（シベリア西南部）の都市、オムスクから命名された。シベリア第二の規模の都市であるオムスクは、発見者の生まれ故郷である。

## 註
1. 1 2  MPC 19693（1992年2月18日）